# Cleistes
Cleistes je rod pozemních orchidejí. Jsou to pozemní byliny s listy na lodyze a často s nápadnými květy. Rod zahrnuje asi 75 druhů a je rozšířen v Latinské Americe. Tři severoamerické druhy byly přeřazeny do nového rodu Cleistesiopsis.

## Popis
Orchideje rodu Cleistes jsou pozemní nebo humikolní (rostoucí na rozkládající se rostlinné hmotě), vzpřímené byliny zpravidla s nevětvenou lodyhou. V období sucha většinou zatahují. Kořeny jsou vláknité, dužnaté nebo hlízovité. Listy jsou lodyžní, spirálně nebo dvouřadě uspořádané, lehce dužnaté nebo výjimečně kožovité, v počtu 1 až několika. U některých druhů jsou listy redukované nebo i chybějí. Květy jsou zelenavé, žluté, bílé, purpurové, růžové nebo červené, obvykle nápadné, krátkověké, zvonkovitého tvaru, otočené (resupinátní), ve vrcholových hroznech nebo jednotlivé v paždí listenů. Okvětní lístky jsou tenké nebo poněkud dužnaté, kališní a korunní lístky jsou si podobné, úzce eliptické, u některých druhů má koruna jinou barvu než kalich. Pysk je celistvý nebo trojlaločný, plochý nebo konkávní, na vnitřní ploše s brvami nebo lamelami a často hrbolkatý. Sloupek je poměrně dlouhý. Pyl je v tetrádách, slepený do brylek.
Tobolka je eliptická.

## Rozšíření
Rod Cleistes zahrnuje asi 64 až 75 druhů. Je rozšířen v Latinské Americe od Kostariky po severovýchodní Argentinu. Centrum druhové diverzity je ve východní a jihovýchodní Brazílii. Největší areál má druh Cleistes rosea, rozsáhlé areály mají také druhy Cleistes paludosa, Cleistes paranaensis, Cleistes ramboi a Cleistes tenuis.
Rostliny jsou světlomilné a vyhledávají otevřená stanoviště, jako jsou savany, skalní výchozy, mokřiny a vrcholy stolových hor.

## Taxonomie
Rod Cleistes je v rámci čeledi Orchidaceae řazen do podčeledi Vanilloideae a tribu Pogonieae. V roce 2008 byly tři severoamerické druhy na základě výsledků fylogenetických studií přeřazeny do nového rodu Cleistesiopsis.

## Význam
Rod Cleistes není uváděn ze sbírek žádné české botanické zahrady.